# Meis
Meis és un municipi de la província de Pontevedra a Galícia. Pertany a la comarca d'O Salnés. Limita al nord amb Vilanova de Arousa i Portas, a l'est amb Barro i Pontevedra, al sud amb Poio i Meaño i a l'oest amb Ribadumia.
| 4.503 | 4.906 | 5.490 | 5.213 | 5.004 |
| Fonts: INE i IGE (Els criteris de registre censal variaren i les dades de l'INE i de l'IGE poden no coincidir.) |       |       |       |       |

## Parròquies
- A Armenteira (Santa María)
- Meis (San Salvador)
- Nogueira (San Vicente)
- Paradela (Santa María)
- San Lourenzo de Nogueira (San Lourenzo)
- San Martiño de Meis (San Martiño)
- San Tomé de Nogueira (San Tomé)